# Trichodactylus ehrhardti
Trichodactylus ehrhardti is een krabbensoort uit de familie van de Trichodactylidae. De wetenschappelijke naam van de soort is voor het eerst geldig gepubliceerd in 1969 door Bott.